# نادیره مک کنیت
نادیره مک کنیت (انگلیسی: Nadirah McKenith؛ زادهٔ ۶ سپتامبر ۱۹۹۱) بازیکن بسکتبال اهل ایالات متحده آمریکا است.